# Jean Zay

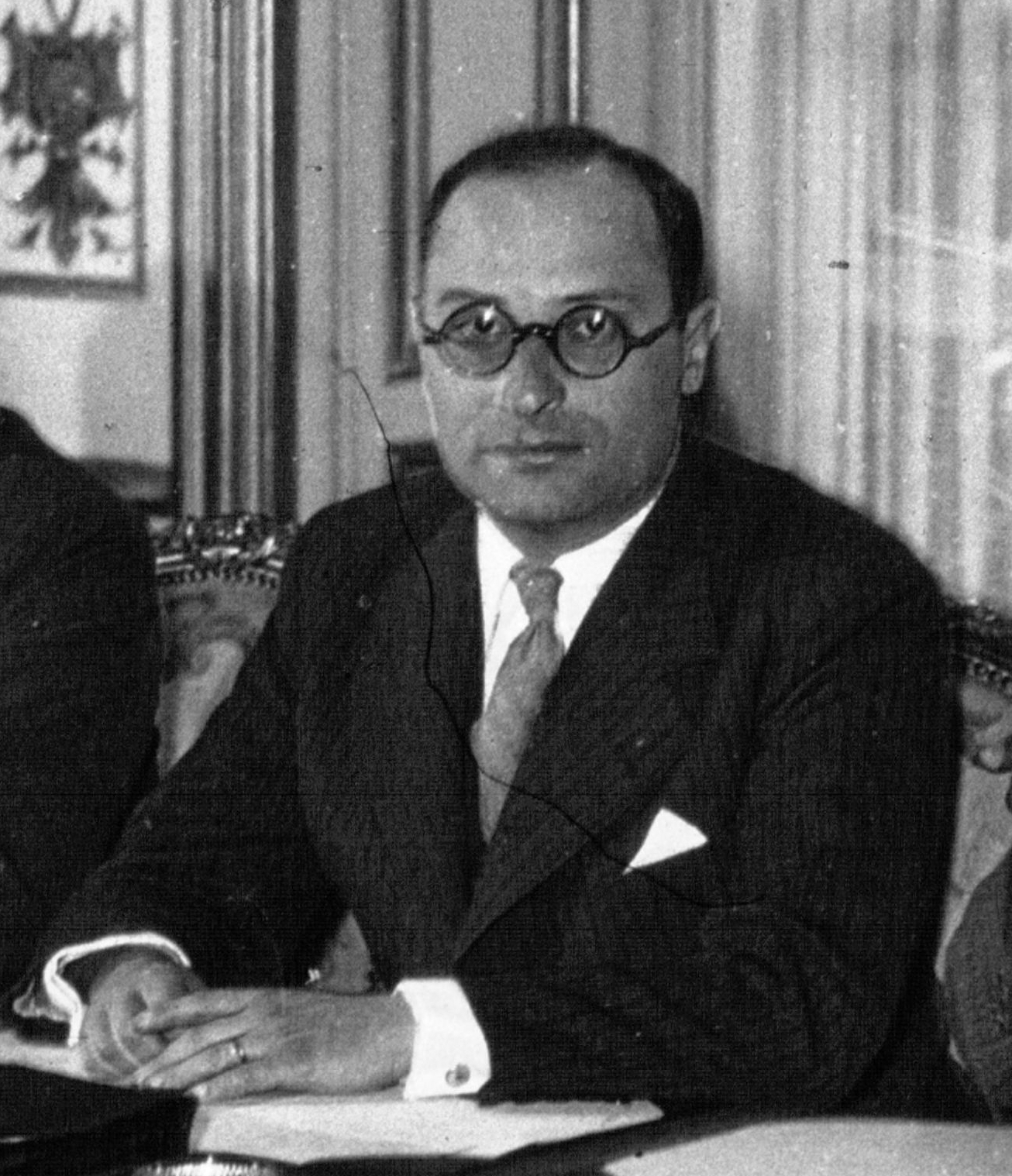
Jean Zay (1937)

Jean Zay (* 6. August 1904 in Orléans; † 20. Juni 1944 im Wald von Molles, Département Allier) war ein französischer Politiker der Parti républicain, radical et radical-socialiste. Er war von 1932 bis 1940 Abgeordneter im französischen Parlament und von 1936 bis 1939 Bildungsminister.

## Leben und Werk
Sein jüdischer Vater war Journalist, seine protestantische Mutter Grundschullehrerin. Erzogen wurde er protestantisch und laizistisch. Er besuchte in Orléans die Grundschule und das Gymnasium. Nach einem Jurastudium wurde er Rechtsanwalt, interessierte sich aber auch sehr für den Journalismus und Literatur. So schrieb er unter anderem für die Zeitungen Progrès du Loiret und La France du Centre. Schon früh fühlte er sich von der Politik angezogen, wurde 1925 Mitglied der Parti radical und engagierte sich in deren Jugendverband.
1932 wurde Jean Zay im Wahlkreis Loiret im zweiten Wahlgang zum Abgeordneten gewählt und war mit 27 Jahren der jüngste Abgeordnete der französischen Abgeordnetenkammer. Vier Jahre später wurde er als Kandidat der Volksfront, an deren Zustandekommen er aktiv beteiligt war, am 3. Mai 1936 wiedergewählt.
Der sozialistische Ministerpräsident Léon Blum ernannte Jean Zay am 4. Juni 1936 zum Minister für nationale Bildung und der Schönen Künste. Dieses Ministeramt behielt er unter den wechselnden Regierungen bis zu seinem Rücktritt am 2. September 1939 inne. Durch den Eintritt in die französische Armee wollte er sich als Soldat solidarisch mit den Menschen seiner Generation zeigen.
Er nahm im Einverständnis mit seinem Vorgesetzten an der außerordentlichen und dramatischen Sitzung der Abgeordnetenkammer am 18. Juni 1940 in Bordeaux teil. Mit weiteren Abgeordneten reiste er nach Nordafrika ab, um von dort aus den Krieg fortzuführen. Daher konnte er nicht an der Sitzung der Nationalversammlung teilnehmen, die am 10. Juli 1940 die erweiterten Vollmachten für Marschall Pétain beschloss und damit die 3. Republik beendete. Am 16. August 1940 wurde Zay in Rabat, Marokko, verhaftet, von der Vichy-Regierung der Fahnenflucht angeklagt und nach Frankreich zurückgeführt und in einem politischen Prozess am 4. Oktober 1940 in Clermont-Ferrand zu lebenslanger Haft verurteilt. Während seines Haftaufenthalts in Clermont-Ferrand, dann in Marseille und schließlich in Riom schrieb er unter immer beschwerlicheren Haftbedingungen seine Gedanken über die politische Zukunft Frankreichs sowie Begebenheiten während der Haft nieder. Sie erschienen 1945 unter dem Titel Souvenirs et solitude (Erinnerungen und Einsamkeit).
Während die Alliierten schon in der Normandie gelandet waren, wurde Jean Zay am 20. Juni 1944 von der Vichy-Miliz aus dem Gefängnis in Riom entführt und am selben Tag im Wald von Molles bei Vichy hingerichtet.

## Sein Wirken als Minister
Unter dem Minister für nationale Bildung und der Schönen Künste Jean Zay wurden wichtige Projekte der Bildungspolitik auf den Weg gebracht und grundlegende Reformen beschlossen, denn für ihn zählte die Erziehung und Bildung zu den wichtigsten Aufgaben der Volksfrontregierung:
- Die Schulzeit wurde ab Oktober 1937 vom 13. auf das 14. Lebensjahr als frühestmöglicher Schlusspunkt ausgedehnt
- Erhöhung der Anzahl der Klassen
- Der Sportunterricht wurde verpflichtend.
- Einrichtung von Schulkantinen und Schulmedizin
- Förderung des Technik- und Hygieneunterrichtes
- Erhöhung der Anzahl der Stipendien und deren finanzielle Aufstockung
- Erhöhung der Zahl an Ferienlagern
- Gründung des Centre National de la Recherche Scientifique (CNRS) am 19. Oktober 1939 unter Staatspräsident Albert Lebrun
- Gründung des Musée de l’Homme
- Eröffnung des Palais de la découverte
- Projekt einer Verwaltungshochschule École nationale d’administration, das allerdings erst 1945 verwirklicht wurde

## Ehrungen

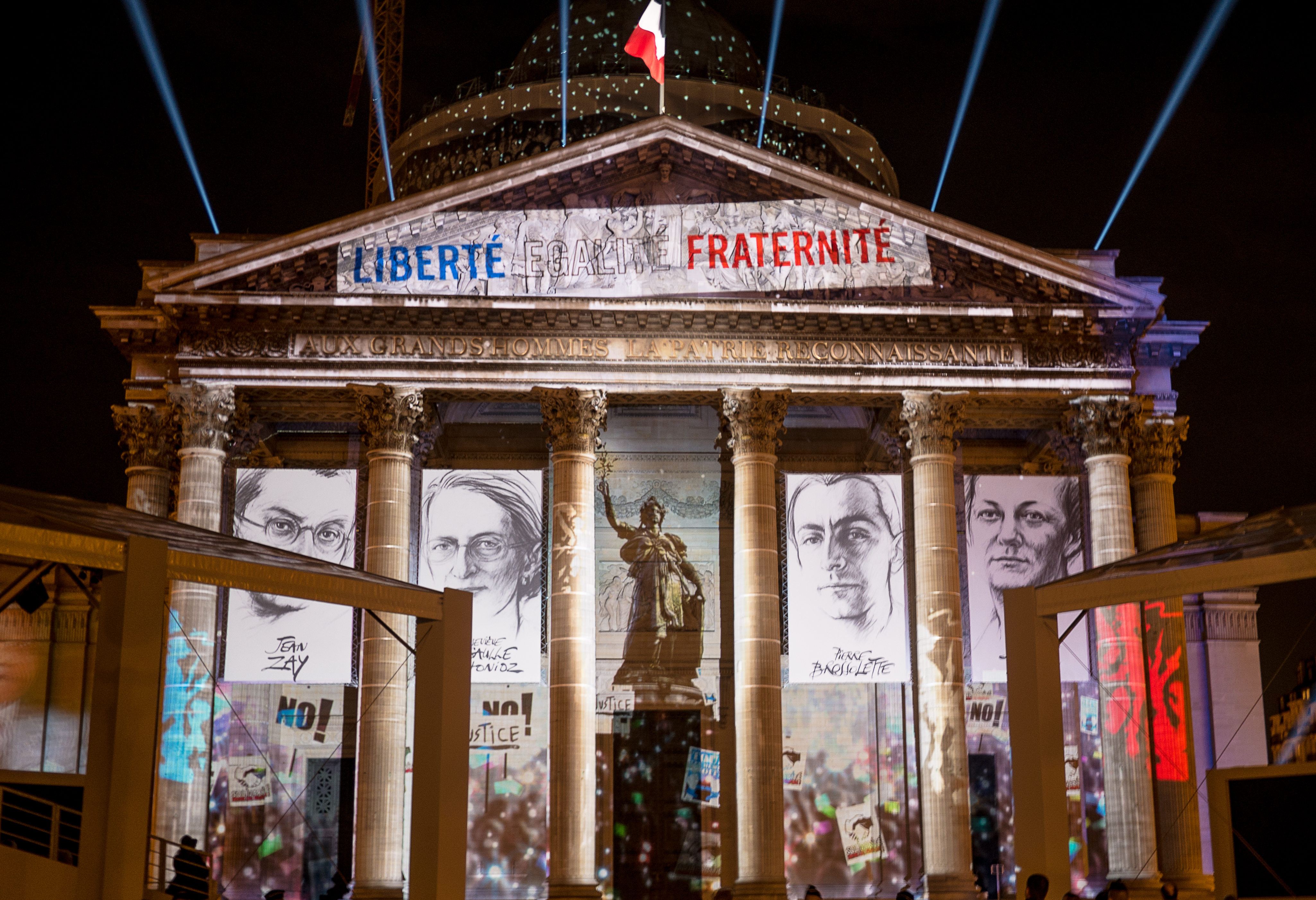
Feier zur Überführung von Geneviève de Gaulle-Anthonioz, Germaine Tillion, Pierre Brossolette und Jean Zay in den Panthéon am 27. Mai 2015

Am 27. Mai 2015 wurden die sterblichen Überreste Zays, gemeinsam mit denen von Germaine Tillion, Pierre Brossolette und Geneviève de Gaulle-Anthonioz, ins Panthéon überführt. Dieses ist die höchste postume Ehrung in Frankreich; der 27. Mai ist seit 2014 die Journée nationale de la Résistance, ein landesweiter staatlicher Gedenktag.
Er wurde postum mit der Citation à l'ordre de la Nation geehrt. Neben einer Vielzahl von Straßen und öffentlichen Einrichtungen ist auch ein Literaturpreis (Prix Jean-Zay) nach ihm benannt.

## Filme
- Un crime français (2012), eine Dokumentation von Catherine Bernstein[5]